# 13700 Connors
13700 Connors eller 1998 MM36 är en asteroid i huvudbältet som upptäcktes den 26 juni 1998 av Spacewatch vid Kitt Peak-observatoriet. Den är uppkallad efter den kanadensiska astronomen Martin Connors.
Asteroiden har en diameter på ungefär 3 kilometer.